# 窄瓣梅花草
窄瓣梅花草（学名：Parnassia angustipetala）为卫矛科梅花草属下的一个种。

## 扩展阅读
- 維基物種上的相關：窄瓣梅花草